# Ficus di Villa Garibaldi
Il Ficus di Villa Garibaldi è un albero monumentale situato nel centro storico di Palermo all'interno del giardino di Villa Garibaldi in piazza Marina.

## Origini e caratteristiche
L'albero, un ficus magnolioide, venne piantato nel 1864 nell'area dove sorse l'anno prima il giardino progettato dall’architetto Filippo Basile. Alto circa 30 metri e con un diametro di circa 20 metri, domina il quadrante di piazza Marina che guarda all'ingresso del Palazzo Chiaramonte-Steri.

## Storia e riconoscimenti
Fu messo a dimora all'indomani della rivoluzione garibaldina dall'allora sindaco Marchese di Rudinì, per cancellare con il verde il rosso del sangue dei 188 martiri negli spettacolari "auto da fé" organizzati nella piazza dagli inquisitori.
È stato insignito dal comune del titolo di "Albero dei 150 anni dell'Unità d'Italia" essendo stato piantato proprio nel periodo in cui ci fu la proclamazione del Regno d'Italia e, secondo l'Accademia dei Georgofili, è l'albero più grande d'Europa. Insieme al Ficus dell'Orto Botanico, rientra nell'elenco degli alberi monumentali d'Italia redatto dal Ministero delle Politiche Agricole, Alimentari e Forestali per effetto della legge 10/2013.
Con la sua testimonianza social Mick Jagger  il 14 Dicembre 2023 lo ha valorizzato e fatto conoscere in tutto il mondo.

## Restauro
Nel 2016, nel 2020   e nel 2024 ha subito la perdita di tre grossi rami a causa dell’evento noto come "schianto estivo di una branca". Per prevenire il fenomeno, nel 2019 è stato sottoposto a un’importante lavoro di restauro e valorizzazione, che ha incluso la realizzazione di alcuni cercini (aperture nel basolato) per permettere alle radici aeree di crescere regolarmente e fornire sostegno ai rami orizzontali.